# Vườn quốc gia Store Mosse
Vườn quốc gia Store Mosse là một vườn quốc gia nằm ở các đô thị Vaggeryd, Värnamo và Gnosjö, thuộc tỉnh Småland, miền nam Thụy Điển. Trong tổng số 100 km² của đầm lầy Store Mosse thì 77 km² đã trở thành vườn quốc gia vào năm 1982. Khu vực vườn quốc gia bao gồm
Đây là khu vực đầm lầy lớn nhất phía nam Lapland, là một khu vực quan trọng cho các loài chim và cung cấp sinh cảnh duy nhất cho các loài khác. Vườn quốc gia này có hơn 40 km (25 dặm) đường mòn đi bộ, ba ngôi nhà nhỏ bằng gỗ có sẵn cho khách du lịch ở lại qua đêm và một tháp lớn được dùng để quan sát các loài chim.
Vườn quốc gia không thu phí tham quan và luôn có sẵn các hướng dẫn du lịch trong mùa hè. Store Mosse nằm dọc theo quốc lộ 151, giữa Värnamo và Gnosjö nên nó có thể dễ dàng ghé thăm bằng xe hơi hoặc xe buýt. Hai trong số những con đường mòn phù hợp cả cho những người đi xe lăn và một đường mòn cho du khách khiếm thị.
13.500 năm trước khi các sông băng bao phủ tan dần, để lại một hồ nước lớn tại đây có tên Fornbolmen. Quá trình phục hồi lục địa sau băng, nhất là ở phía bắc, khiến đất đá trôi về phía nam làm hồ khô cạn dần vào khoảng 12.000 năm trước. Hồ Bolmen ở phía nam vườn quốc gia và đầm lầy Store Mosse là các dấu tích còn sót lại của hồ cổ xưa này.